# 9108 Торуюса
9108 Торуюса (9108 Toruyusa) — астероїд головного поясу, відкритий 9 січня 1997 року.
Тіссеранів параметр щодо Юпітера — 3,433.
Названо на честь Тору Юси (яп. とおる・ゆさ(遊佐徹) то:ру юса).